# Mitología eslava

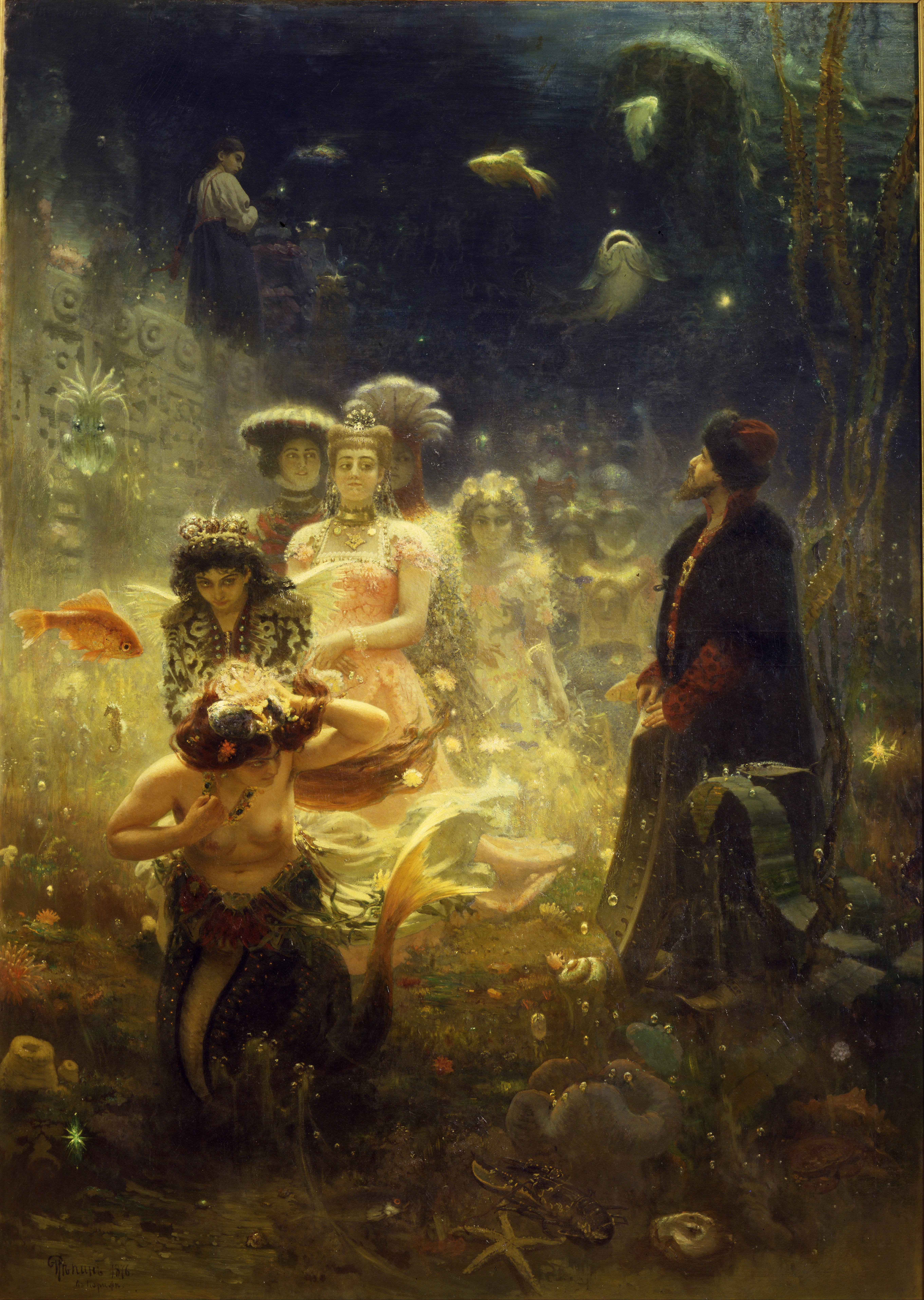
Sadkó en el reino subacuático (1876), del pintor Iliá Repin. Muchas generaciones de artistas eslavos se han inspirado en sus folclores nacionales.

La mitología eslava es la expresión del sistema de creencias cosmológicas y religiosas que los antiguos pueblos eslavos tenían antes de que adoptaran la religión cristiana. Se piensa que pudo desarrollarse a lo largo de 3000 años y que algunas creencias provienen del Neolítico o incluso del Mesolítico. Esta religión posee numerosos rasgos en común con otras descendientes de la religión protoindoeuropea.

### Documentos escritos
No hay constancia de fuentes escritas sobre la mitología eslava antes de que el pueblo protoeslávico se fragmentara en eslavos occidentales, orientales y meridionales. Quizá la única excepción sea las Historias de Heródoto, donde se mencionaba a la tribu de los neuri en el lejano norte, cuyos hombres, según el escritor griego, se podían transformar en licántropos; otros estudiosos sostienen que Heródoto realmente se refería a las antiguas festividades eslavas del carnaval, donde grupos de jóvenes pululaban por las aldeas portando máscaras y a los que se llamaba en ocasiones vucari (‘hombres lobo’). Con todo, el hecho de que los neuri sean identificados con los protoeslavos está aún por demostrar.
La primera referencia a los eslavos en la historia escrita la hace en el siglo VII el historiador bizantino Procopio de Cesarea, en cuya Bellum Gothicum (La guerra de los godos) describía las creencias de cierta tribu eslava meridional que había cruzado el río Danubio con dirección al sur en solo dos días. Según Procopio, estos eslavos adoraban a un único dios, señor de todo, que portaba el relámpago y el trueno y aunque el historiador no menciona explícitamente el nombre del dios, queda claro que esta descripción corresponde con Júpiter. Nosotros hoy en día lo interpretamos como Perún. Asimismo, menciona la creencia en varios demonios y ninfas (como por ejemplo las vilas), pero sin llegar a añadir más nombres.
La Crónica Primera es una importante obra que contiene valiosas referencias a las creencias paganas de los eslavos orientales. La crónica trata sobre la historia del primer estado eslavo oriental y, a pesar de que fue redactada a principios del siglo XII, contiene referencias y copias de documentos más antiguos, además de describir hechos anteriores a la cristianización de la Rus de Kiev. Dos dioses, Perún y Veles/Volos, son los mencionados en el texto del tratado que firmaron los gobernantes paganos de los eslavos orientales y los Emperadores bizantinos a principios del siglo X. Más tarde, Néstor el Cronista describe el panteón estatal introducido por el príncipe Vladimiro I de Kiev en 980, donde estaban representados Perún, Dazhbog, Stribog, Simargl y Mokosh. En el Códice de Hipacio (de la Crónica Primera) se menciona a Svarog, a quien se compara con el dios griego Hefesto. Asimismo, son muy interesantes los pasajes del relato épico de los eslavos orientales, Cantar de las huestes de Ígor, donde se hace referencia a Veles, Dazhbog y a Jors. Este relato fue escrito presumiblemente a finales del siglo XII, aunque aún hay controversia sobre la autenticidad de esta obra.
Los documentos escritos más numerosos y ricos pertenecen al paganismo de los eslavos occidentales, en especial de las tribus polabianas y veletianas, que fueron cristianizadas a la fuerza a finales del siglo XII. Los misioneros y sacerdotes germanos que lucharon contra las creencias paganas dejaron fe de los antiguos sistemas mitológicos que ayudaron a destruir. Sin embargo, se cuidaron de las "mentiras piadosas" y se esforzaron en mostrar a los eslavos paganos como unos bárbaros idólatras y sangrientos. Como ninguno de estos misioneros se molestó en aprender la lengua eslava, sus crónicas son una mezcla de valiosa información, aunque contengan errores.
Entre las obras más importantes se incluye una crónica escrita por Tietmaro de Merseburgo a principios del siglo XI, quien hizo una descripción de un templo en la ciudad de Riedegost (Radagast) dedicado al gran dios Zuarasic (Svarozhich). Según este autor, este lugar se contaba como el sancta sanctorum de las tierras de los eslavos paganos, siendo Svagorich su deidad más importante.
Otro documento de gran valor es la Chronica Slavorum (Crónica de los eslavos), escrita a finales del siglo XII por Helmold, un sacerdote germano, que menciona al demonio Zerneboh (Chernabog), al dios Porenut, a la diosa Siwa, a algunos dioses sin nombre cuyas estatuas tenían múltiples cabezas y finalmente al gran dios Svantevit, a quien se adoraba en la isla de Rügen y que era, según Helmold, el más importante de los eslavos occidentales.
El tercer documento y sin duda el más importante proviene del cronista danés Saxo Grammaticus, quien en su Gesta Danorum (La gesta de los daneses), describió la guerra llevada a cabo en el año 1168 por el rey Valdemar I de Dinamarca contra los wendos de Rügen, la conquista de su ciudadela en el cabo Arkona y la destrucción del gran templo de Svantevit que allí se había edificado. Saxo describió meticulosamente el culto a Svantevit, sus ritos y la enorme estatua de cuatro cabezas erigida a su nombre, así como el resto de dioses policéfalos de las otras tribus eslavas: Rugiewit, Porewit y Porentius.

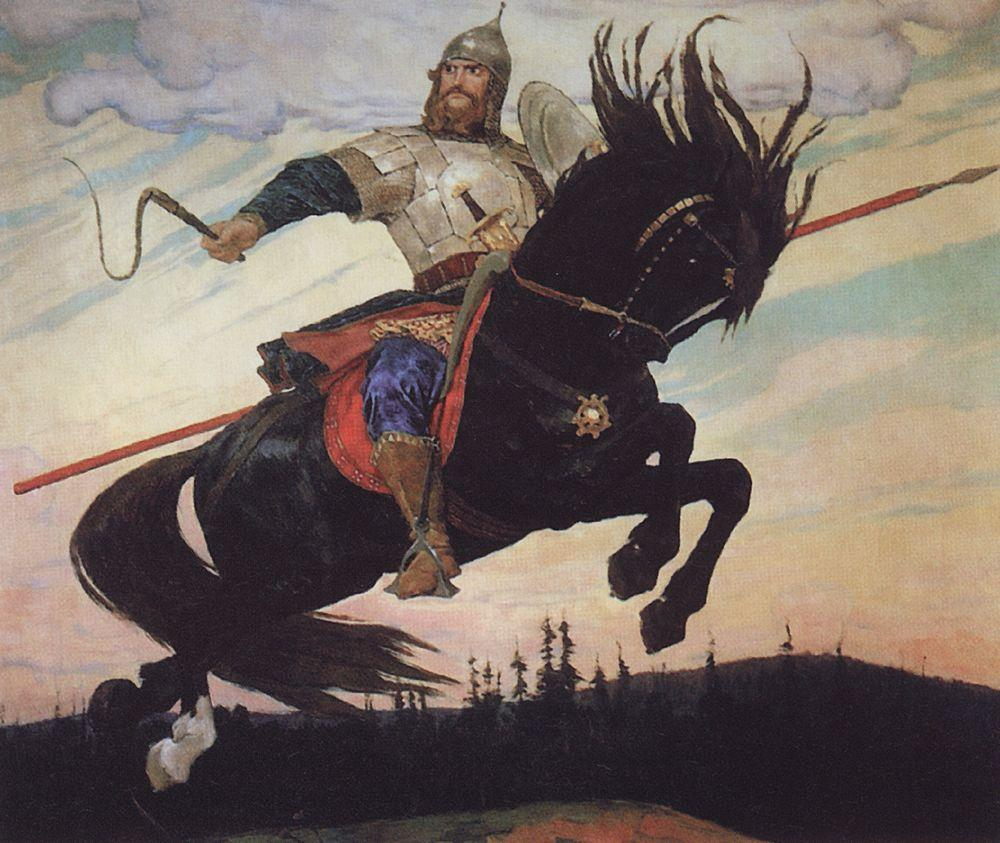
Víktor Vasnetsov: bogatyr.

La cuarta fuente en orden de importancia la componen las tres biografías del obispo guerrero germano san Otón, quien a principios del siglo XII realizó numerosas expediciones militares y pastorales en las regiones bálticas donde moraban tribus eslavas pomeranias. Según el manuscrito, el dios eslavo más importante era Triglav, cuyos templos en la ciudad de Szczecin eran tenidos por oráculos de renombre. En las ciudades de Wolgast y Havelberg se adoraba al dios Gerovit, en realidad una corrupción de Yarovit, una deidad eslava posiblemente idéntica a Yarilo en el folclore eslavo oriental.

### Restos arqueológicos
Se han descubierto numerosas estatuas de dioses eslavos. En 1848, a orillas del río Zbruch, se encontró una estatua alta de piedra con cuatro cabezas bajo un solo sombrero de piedra. Debido a la gran similitud con la descripción que hiciera Saxo Grammaticus del gran ídolo del templo de Rügen, la estatua fue inmediatamente identificada como la representación de Svantevit, aunque estaba claro que no podía ser el Svantevit original de Rügen. Muchas otras estatuas policefálicas se fueron descubriendo en diversos lugares. Una minúscula estatua de cuatro cabezas datada del siglo X, tallada en hueso, fue desenterrada en las ruinas de Preslav, la capital medieval de los zares búlgaros. En la Edad Media se descubrió en una isla del lago Tollensesee, cerca de Neubrandenburg, una estatua de madera con dos cabezas y de tamaño natural. En estos parajes vivió la tribu eslava de los Dolenain, cuyo nombre pervive en el nombre del lago. Además, se encontró una estatua tricéfala en Dalmacia, Croacia, en una colina llamada Suvid, cerca del pico del monte Dinara, llamado Troglav.
Poco a poco los restos de numerosos santuarios eslavos han ido saliendo a la luz. Unas excavaciones arqueológicas en el cabo Arkona de la isla Rügen han descubierto los vestigios de un gran templo y una ciudad, identificadas como las que Saxo Grammaticus describiera. En Nóvgorod, en el antiguo skit de Peryn, los arqueólogos han descubierto los restos de un templo pagano dedicado supuestamente a Perún: consiste en una ancha plataforma circular alrededor de una estatua, circundada por una zanja con ocho ábsides, donde se situaban los altares para los sacrificios. Los restos de una ciudadela con parecida disposición fueron descubiertos en la localidad que lleva el sugerente nombre de Pohansko (Pagano), cerca de Breclav, en la República Checa.
Todos estos restos arqueológicos tienen en común muchísimos aspectos. Las estatuas de dioses de múltiples caras y los restos de los templos con múltiples altares para sacrificios confirman los informes escritos por los misioneros cristianos sobre el culto de los eslavos a dioses policéfalos, indicando asimismo que la antigua mitología eslava aparentemente puso gran énfasis en el culto de dioses con más de un aspecto.
Además, son de señalar los restos de varias piezas de alfarería datadas del siglo IV y procedentes de la cultura Cherniajov. El arqueólogo ruso Borís Rybakov ha identificado e interpretado los símbolos inscritos en ellas como los restos de un antiguo calendario eslavo.

### Folclore
Cuando fueron cristianizados varios pueblos eslavos entre los siglos VII y XII, la nueva religión se convirtió en la religión de la élite, con lo que floreció en las ciudades y entre la clase noble. Para la mayoría de la población eslava en la Edad Media, que habitaba en las zonas rurales, los viejos mitos continuaron siendo fuertes. Los sacerdotes cristianos y los monjes destinados a los países eslavos, especialmente en Rusia, lucharon durante siglos contra el fenómeno llamado dvoeverie (‘doble fe’). Por un lado, los campesinos y granjeros aceptaron a regañadientes el bautismo, las celebraciones de misas y los días santos de su nueva religión pero, por otro lado, seguían aferrándose a los antiguos ritos y a los cultos paganos y a sus dioses.[cita requerida]
Esto ocurrió porque, según la forma de pensar de un campesino eslavo, el cristianismo no reemplazaba la antigua mitología eslava, sino que más bien la asimilaba. El cristianismo podía haber ofrecido una esperanza en la salvación y en una vida después de la muerte, pero para sobrevivir en este mundo, para las cosechas anuales y proteger al ganado, el viejo sistema religioso, con sus ritos de fertilidad, sus deidades protectoras y sus espíritus domésticos, era más que necesario. Este problema nunca fue resuelto por completo por la Iglesia, como mucho pudo dar un santo cristiano o un mártir que reemplazara a una deidad pagana con un culto determinado, pero el culto en sí pervivió, como pervivió la cosmovisión mitológica por la que se explicaban todos los fenómenos naturales.
Mientras que las creencias y tradiciones populares de todos los pueblos eslavos eran la fuente más importante con la que reconstruir los antiguos cultos paganos, constituyendo de hecho la clave para desentrañar los secretos del ya olvidado panteón, eran también una fuente con una naturaleza tan inusual que no podían en modo alguno tomarse como dogma. Las canciones populares, los cuentos y las festividades habían perdido hacía muchos siglos su carácter original sagrado y mítico, así como su sentido original, con lo que fueron degradándose hasta un nivel de mera superstición [cita requerida] o a una tradición sin sentido aparente [cita requerida] que era repetida y transmitida a lo largo de generaciones, que en la mayor parte, no sabían lo que tenían entre manos.  [cita requerida] El pueblo acunó una idea vaga y general sobre cómo celebrar determinadas festividades, cómo contar ciertos cuentos o cómo interpretar ciertas canciones, porque esa era la manera en la que se había venido haciendo desde siempre. Los cultos a los antiguos dioses se mezclaron con los de los nuevos santos cristianos; los viejos rituales se fusionaron con los cristianos y a lo largo de los siglos se fue completando el lío.
Esto condujo a que los estudiosos analizaran la estructura del folclore per se, desarrollando una metodología con la que pudieron reconstruir la mitología perdida a partir de esta estructura. Básicamente, podemos dividir las referencias folclóricas en dos grupos:
- Cuentos de hadas acerca de varios personajes y criaturas fantásticos, como las canciones de Alkonost, Baba Yagá, Koschéi el Inmortal, El Pájaro de Fuego (Zhar-Ptitsa) y Zmei; cuentos y leyendas de héroes legendarios como los bogatyres rusos; supersticiones sobre varios demonios y espíritus, como el domovói, lijo, vilas (Veela o Willi), vampiros, vodianói, rusalkas, etc. Muchos de estos cuentos y creencias pueden ser bastante antiguos y probablemente contengan al menos ciertos elementos de la antigua estructura mítica, pero no son mitos propiamente dichos. Adolecen de un sentido más profundo y sagrado, así como de significado religioso. Además, tienden a variar muchísimo entre los diferentes pueblos eslavos.

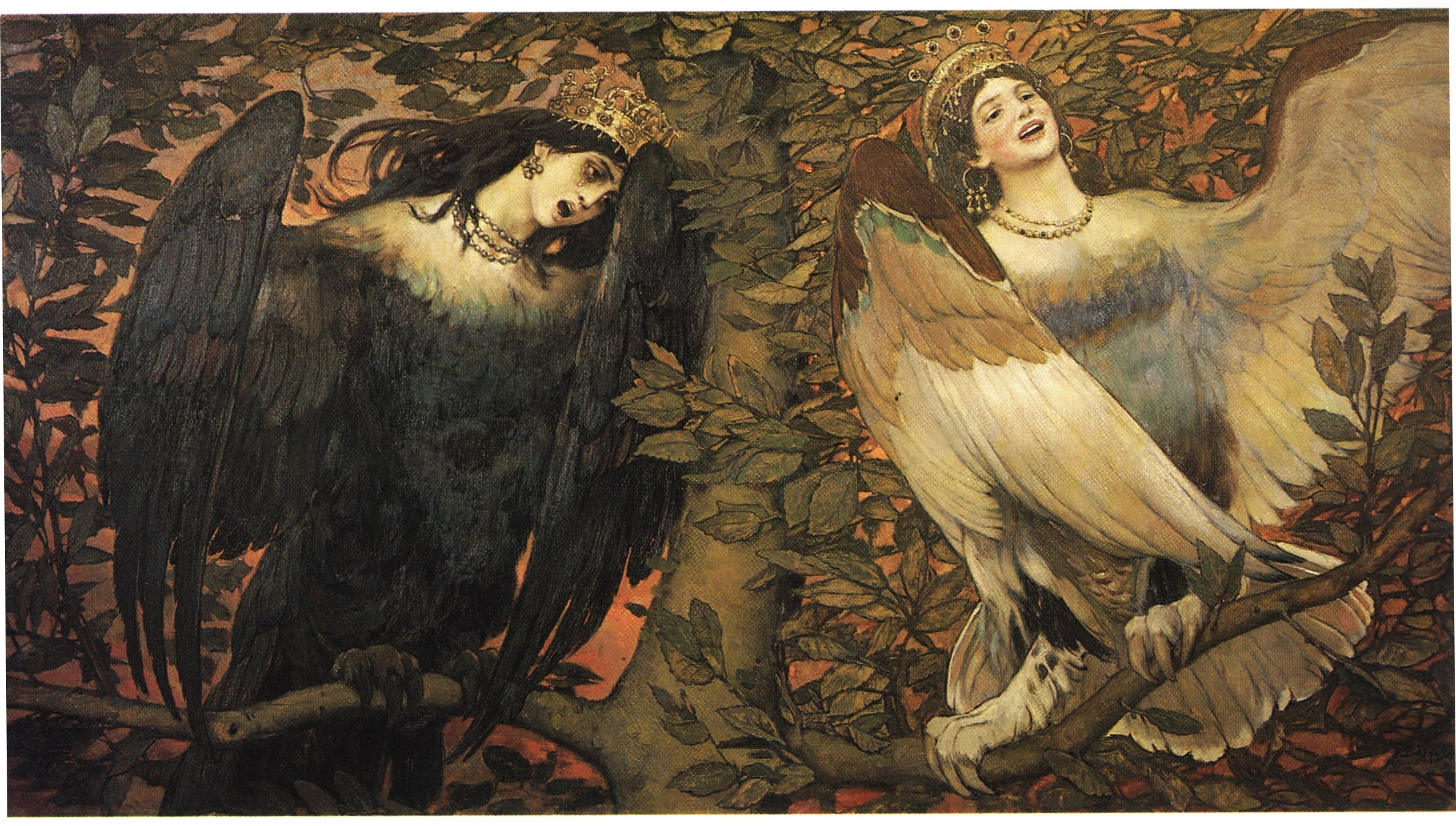
Sirin y Alkonost, pájaros proféticos del folclore ruso. Óleo de Víktor Vasnetsov, 1896.

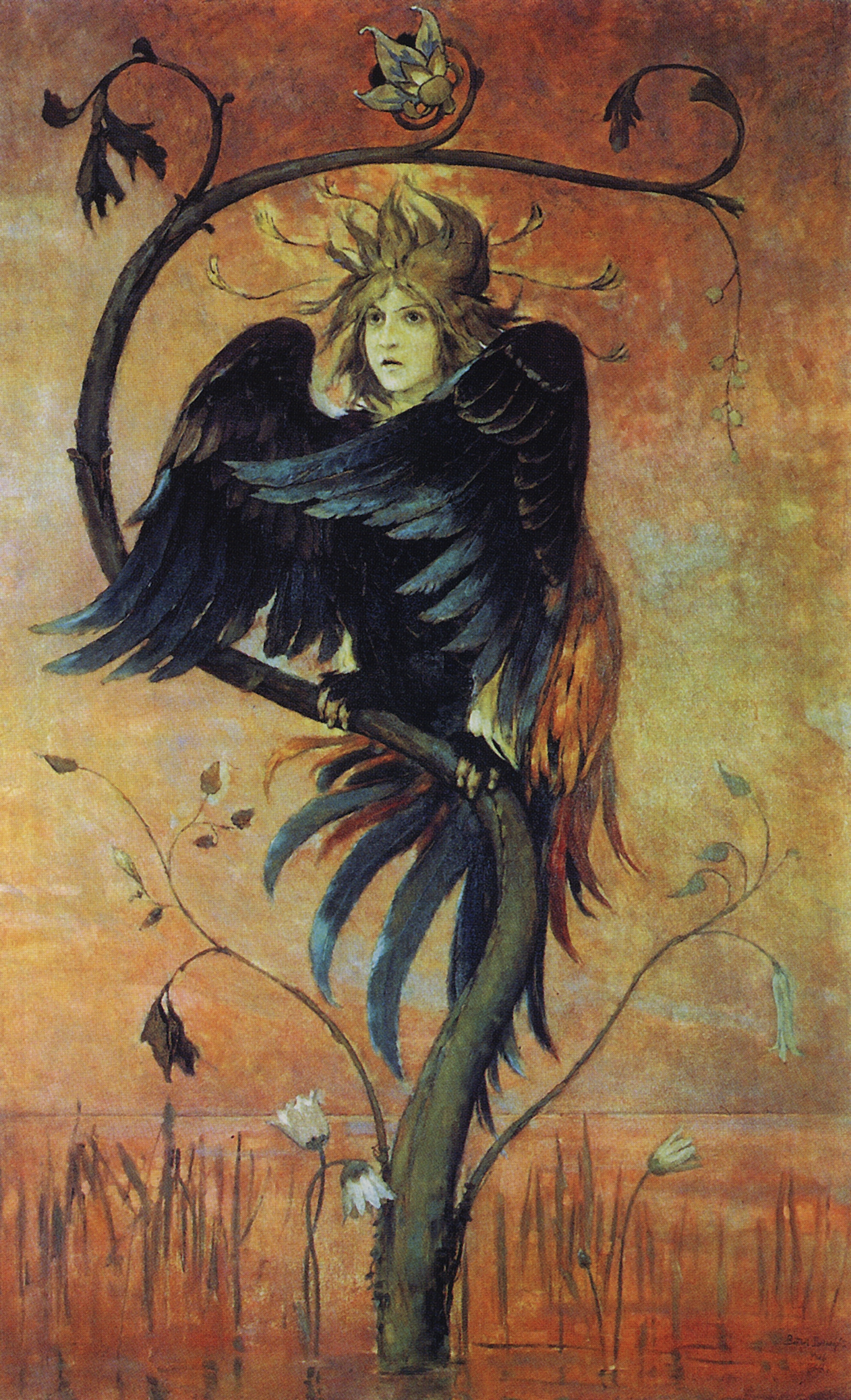
Gamayún, el pájaro profético. Óleo de Víktor Vasnetsov, 1897.

- Fiestas populares, festividades cristianas y creencias populares sobre los santos. Es claro el ejemplo del profeta Elías, muy venerado en los países eslavos, como sincretismo del antiguo dios del trueno, Perún. Del mismo modo, se pueden encontrar restos de los antiguos dioses en los cultos dirigidos a otros santos, como san Vito, san Jorge, san Blas, santa María o san Nicolás. Asimismo, en varios funerales populares, como la de primavera de Jare o Jurjevo y la fiesta de verano de Ivanje o de Iván Kupala, ambas ligeramente asociadas a los días santos del cristianismo, abundan elementos precristianos. Estas creencias poseen un sentido religioso y sacralizado de consideración para las gentes que aún las realizan. El problema, por supuesto, es que tales elementos precristianos ya están irremediablemente mezclados en el cristianismo popular.

La reconstrucción de los mitos eslavos originales se convierte así en pura labor detectivesca, que requiere de conocimientos profundos de varias disciplinas científicas como la semiótica, la lingüística, la filología, la mitología comparada y la etnología. Los referentes folclóricos se deben analizar en su estructura, no como un mero corpus de canciones o cuentos, sino como grupos de signos y símbolos que contienen una lógica estructural interna. Cada signo está compuesto de una serie de palabras clave, que son mucho más que simples nombres de personajes, lugares o artefactos. Un aspecto crucial de los símbolos es que son casi inamovibles: sus nombres pueden diferir, pero no su estructura. Si se llega a cambiar o a perder esas palabras clave, el símbolo cambiaría a su vez, lo que invalidaría la lógica estructural interna del texto y dejaría sin sentido a todo el cuento, con lo que pronto se olvidaría, porque el modelo o la lógica por la que fue transmitido a lo largo de generaciones se perdería.
Un ejemplo lo podemos ver en el anteriormente citado dios del trueno, Perún, que fue suplantado en el folclore cristiano por san Elías. En otras ocasiones se lo comparó con el arcángel san Miguel o incluso con el mismísimo Dios, mientras que en algunos cuentos populares rusos o bielorrusos bajó hasta la categoría de un mero personaje de cuentos, como el Tsar Ogin (Zar Llama) o Grom (‘trueno’). A pesar de los cambios de nombre, había siempre alguna palabra clave que describía a Perún como símbolo en los antiguos textos míticos y que ha perdurado en el folclore. Perún es siempre "gore" (arriba, en las alturas, en lo alto de la montaña o en el cielo); es un dios celeste, el mayor dios del panteón eslavo; es "suj" (seco, en oposición a mojado. Es el dios del trueno y del relámpago, causantes del fuego); es "treska/razbiya/goni/ubiya" (golpea/hiere/persigue/mata; es el dios del trueno y las tormentas, destructivo y furioso) con "strelá/kamen/mólniya" (flecha/piedra/rayo); las armas de Perún son sus haces de rayos, que dispara como flechas, tan poderosos que explotan y revientan las piedras. Estas son las palabras clave que siempre están presentes en los referentes folclóricos, incluso cuando el verdadero nombre de Perún había sido olvidado desde hacía tiempo. Por lo tanto, la estructura del símbolo permitió la identificación de Perún con personajes similares tanto de la religión cristiana como del folclore posterior que compartían tales similitudes en la estructura con sus propios símbolos.
Siguiendo una metodología parecida, trazando paralelismos con otras mitologías indoeuropeas (especialmente con la báltica) y en ocasiones utilizando las mismas pistas encontradas en los documentos históricos del paganismo eslavo, sería posible reconstruir algunos mitos antiguos. Durante los últimos 30 años[¿cuándo?] se han logrado avances significativos en el estudio de la mitología eslava, sobre todo con los trabajos de los filólogos rusos Vladímir Toporov y Viacheslav Vsévolodovich Ivánov y con los científicos croatas Radoslav Katičić y Vítomir Belaj. Son igual de valiosos los estudios del investigador ruso Borís Uspenski (Boris Uspensky) y del filólogo y etnólogo serbio Veselin Čajkanović.

## Panteón

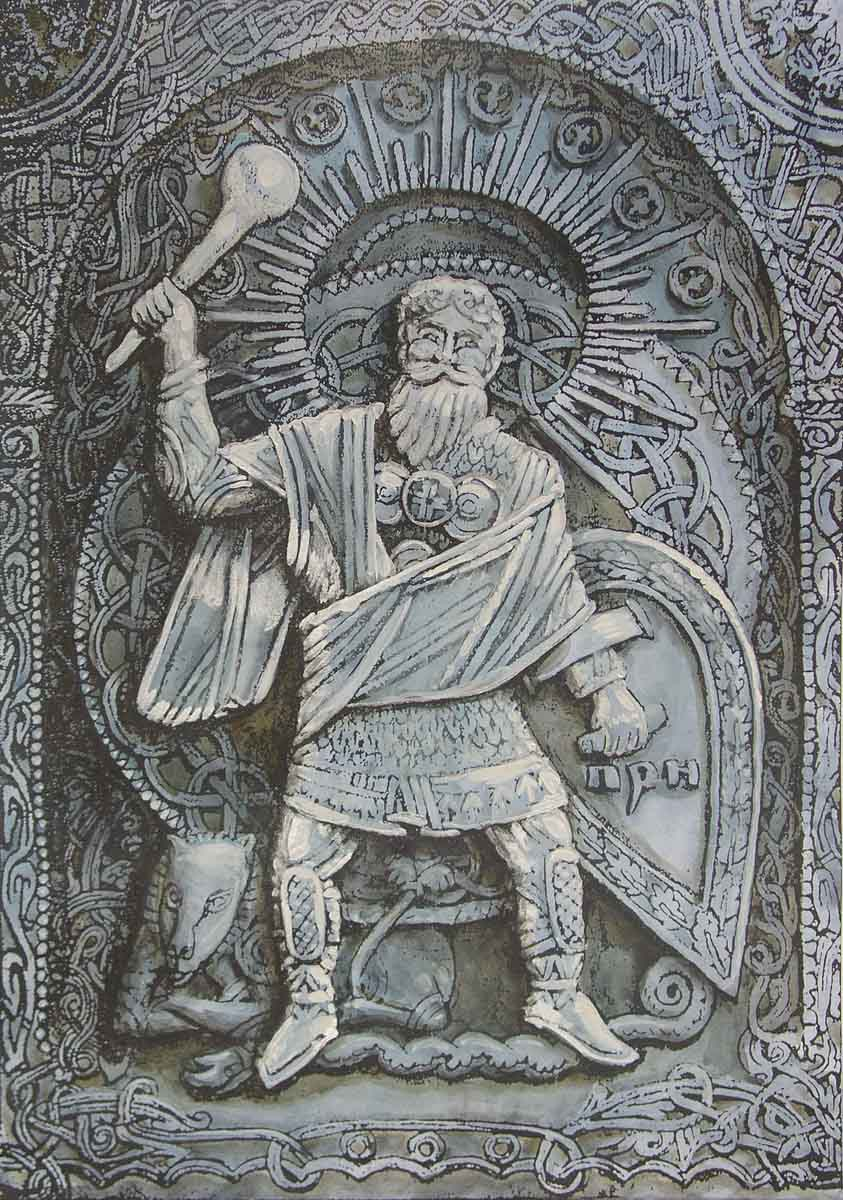
Ilustración de 1998 del dios del rayo Perún por Maximilián Presniakov.

### Dioses

En ocasiones se pueden encontrar estas gromoviti znaci o ‘marcas del trueno’ sobre los tejados de las casas, para protegerlas de los rayos. Símbolos idénticos han sido descubiertos en la cerámica protoeslava del siglo IV (cultura de Cherniajov). Se piensa que fueron símbolos del dios supremo del trueno, Perún.

## Mitología

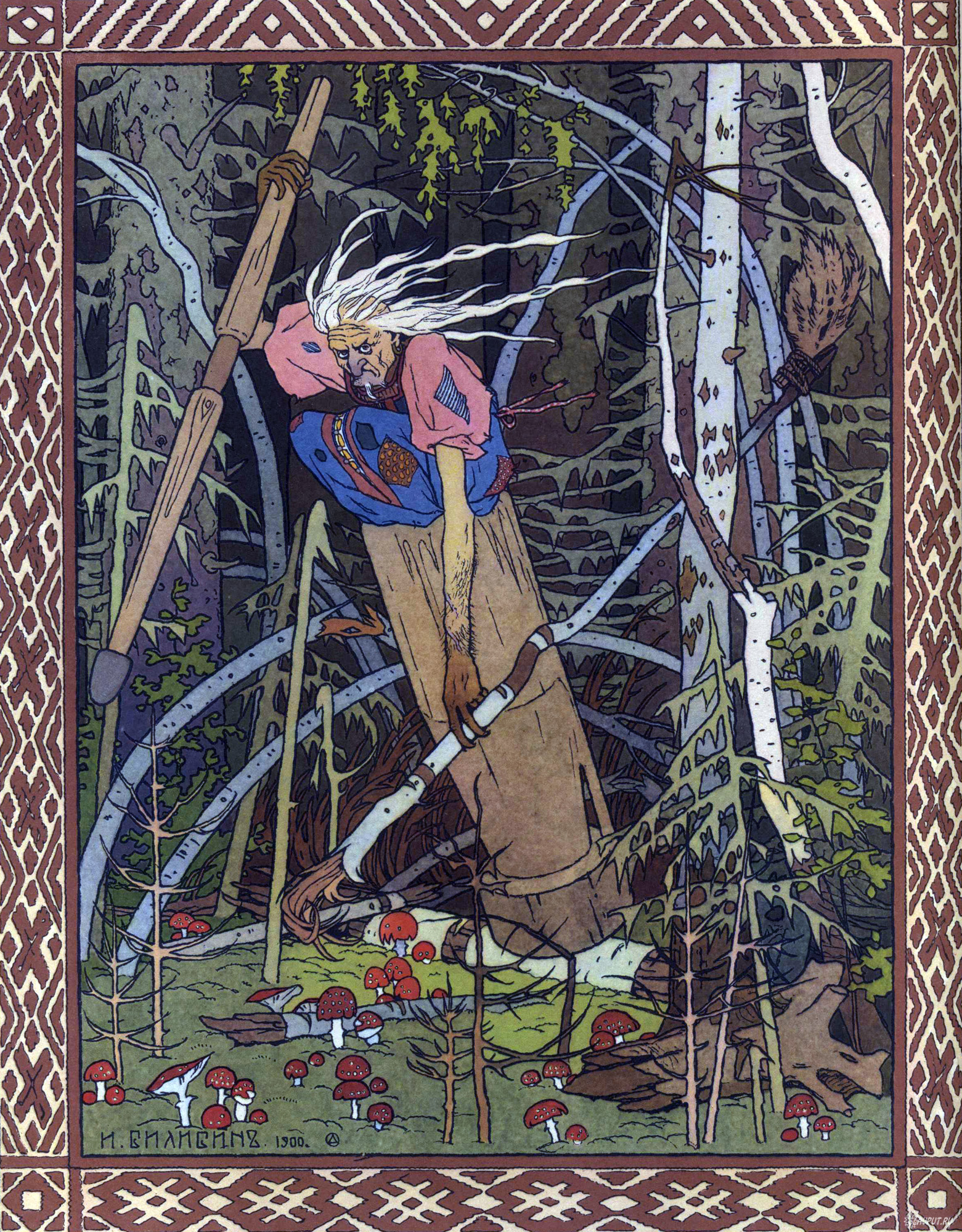
Baba Yagá, de Iván Bilibin. 1900.